# Teresa Fernández
Teresa Fernández, född 15 oktober 1949, är en spansk bågskytt. Hon deltog vid olympiska sommarspelen 1992.